# Jelena Vicković
Jelena Vicković, född 1849, död 1908, var en montenegrinsk lärare. Hon var en pionjär som den första kvinnliga läraren i Montenegro, och grundade  landets första skola för flickor. 
Hon grundade en flickskola i Cetinje 1867, under en tid när de flesta kvinnor i Montenegro var analfabeter, och endast fick undervisning i hemmet. Skolan fick statligt stöd 1872, och följdes av ytterligare skolor i Podgorica (1888) och Bar (1901). Landets första sekundärskola för flickor, Girls Institute of Empress Maria Alexandrovna (1869–1904), grundades på initiativ av Nikola I efter hans resa till Ryssland, med hjälp av pengar från den ryska kejsarinnan och med ryska lärare. Det var dock först 1914 som flickor i Montenegro inkluderades i den obligatoriska grundskolan, och någon organiserad kvinnorörelse hade svårt att få fäste i landet. 
Jelena Vicković inkluderades 2023 i en lista på notabla kvinnor ur Montenegros historia, "Remarkable Women of Montenegro", ett projekt lanserat av Nederländernas ambassad och Center for Women's Rights.